# Castillo Aragonés de Tarento
El Castillo Aragonés de Tarento (o Castel Sant'Angelo) ocupa con su planta cuadrangular y su gran patio central el extremo sureste de la isla en la que se sitúa el centro histórico de la ciudad.

## Historia
El primer núcleo del castillo data de 916, cuando los bizantinos iniciaron la construcción de la rocca para defender la ciudad frente a los ataques de los sarracenos y de la República de Venecia. Esta primera fortificación contaba con torres altas y estrechas, desde las cuales se combatía con lanzas, flechas, piedras y aceite hirviendo. En 1481 se construyó un primer canal navegable, más estrecho que el actual y con orillas irregulares, para permitir el paso de pequeñas embarcaciones y mejorar la capacidad defensiva del castillo.
En 1486, Fernando I de Nápoles encargó al arquitecto e ingeniero militar Francesco di Giorgio Martini ampliar el castillo y darle una estructura que modificara la tipología medieval de torres concebida para la defensa de ataques repentinos. El uso de los cañones tras el descubrimiento de la pólvora exigía torres anchas y bajas, de forma circular para amortiguar el impacto de las bolas de cañón, con rampas que permitieran el traslado de las piezas de artillería de una torre a otra, y dotadas de un amplio y robusto parapeto con aberturas dispuestas para los cañones.
La nueva fortificación debía comprender siete torres, de las cuales cuatro estarían unidas entre sí formando un cuadrilátero, y las restantes tres alineadas a lo largo del foso hacia el "Mar Piccolo". Las cuatro torres fueron dedicadas respectivamente a san Cristofalo, a san Lorenzo, a la Bandera y a la Anunciación.
Debido a que no había dinero suficientes para ultimar la parte aragonesa del castillo (el cuadrilátero), el primer castellano impuso una tasa sobre la pesca, y posteriormente amplió el castillo uniéndolo a la Torre Sant'Angelo, que fue construida a expensas del ayuntamiento. Las torres redondas y masivas del castillo resultaron al final de 20 metros de altura y anchura, unidas entre sí por cortinas de 40 metros de longitud y con cuatro órdenes de fuego. El castillo estaba dotado de dos salidas con sus dos puentes levadizos. Sobre el foso pasaba el "Ponte del Soccorso" (puente de socorro o salida de emergencia), que unía el castillo a la zona que entonces era campo y que actualmente se denomina Borgo. En el lado opuesto, el Ponte dell'Avanzata unía el castillo con el centro histórico, sobrepasando el foso excavado que aislaba el castillo de la ciudad.
En 1491 se añadió sobre el lado que mira al "Mar Grande" un mazacote de forma triangular entre las torres de la Bandera y de San Cristofalo. El castillo fue completado en 1492, como está escrito en una placa situada sobre la Porta Paterna, que está junto al escudo de tripartito de Aragón y Anjou:

Ferdinandus Rex Divi Alphonsi Filius Divi Ferdinandi Nepos Aragonius Arcem Ha(n)c Vetustate Collabente(m) Ad Im(pe)tus Tormentorum Substine(n)dos Quae (Ni)mio Feruntur Spiritu In Ampliorem Firmioremq(ue) Formam Restituit Millesimo CCCCLXXXXII.
Rey Fernando aragonés, hijo del divino Alfonso y nieto del divino Fernando, reconstruyó de forma más amplia y más sólida este castillo en ruinas por vejez, para que pudiera sostener el impacto de los proyectiles que ha soportado con el máximo vigor - 1492.

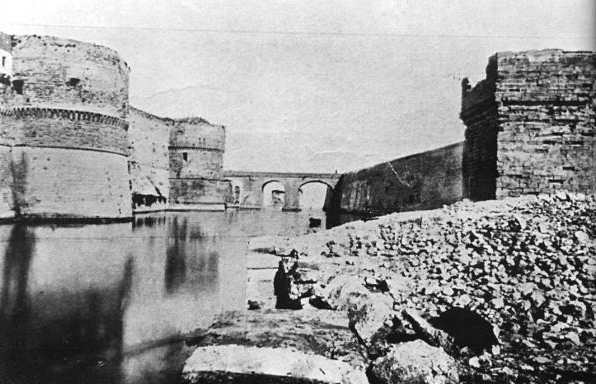
El foso del castillo aragonés, 1880.

Con los reyes españoles (siglos XVI, XVII), las defensas fueron reforzadas ensanchando el foso y construyendo una nueva fortificación con tres torres. A inicios del XVIII, a la llegada de los Habsburgo austriacos, en 1707, el castillo perdió su importancia militar convirtiéndose en una dura prisión. Ya en a inicios el siglo XIX, con Napoleón Bonaparte, recuperó su función original defensiva. En 1883, una de las cinco torres que unían la cortina de murallas, la dedicada a Sant'Angelo, junto a las torres Mater Dei, Monacella y Vasto del muro cívico, fueron demolidas para hacer espacio al actual canal navegable y al puente giratorio. Las obras fueron finalizadas en 1887, año en el que el castillo se convirtió en una sede de la Marina Militare.

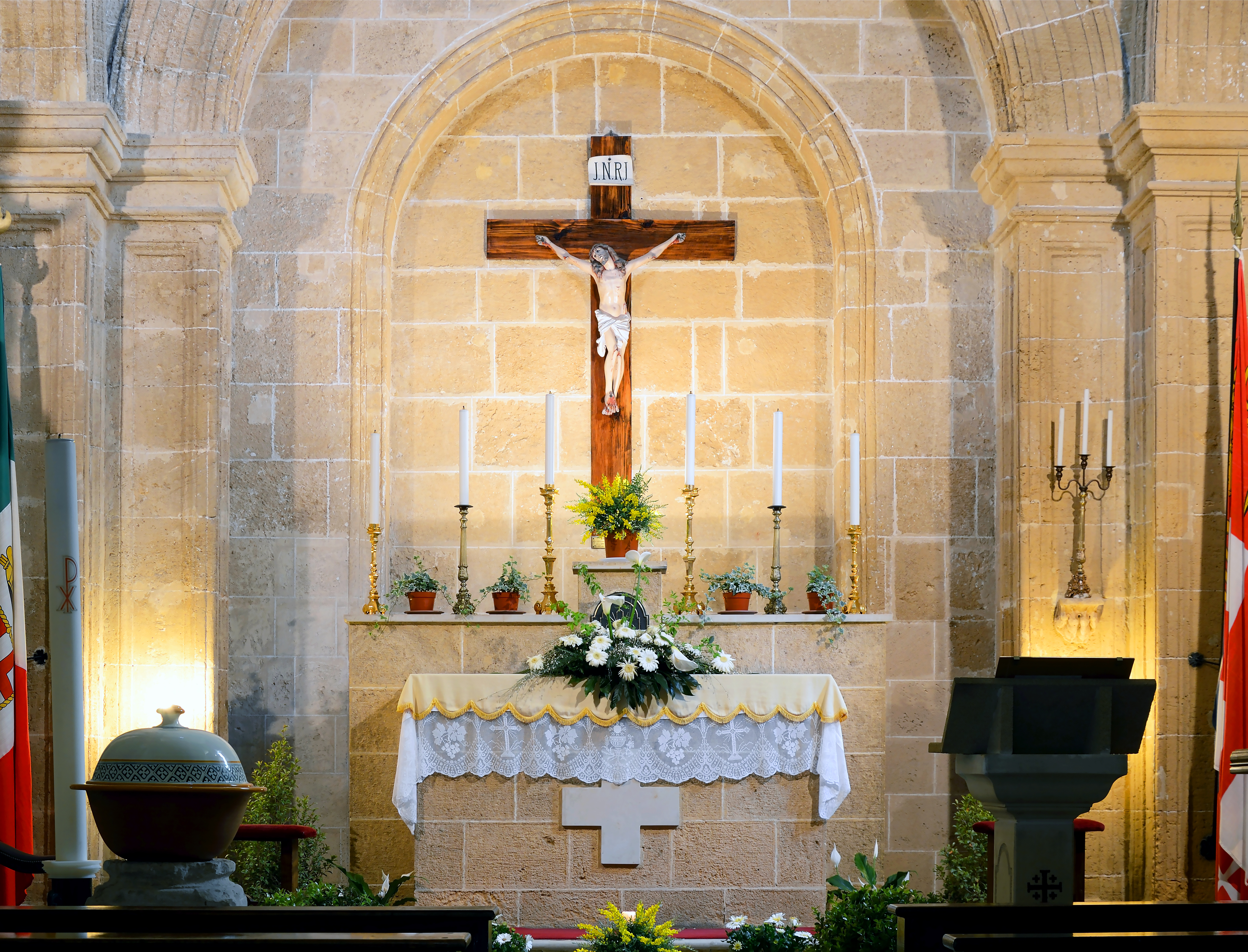
Capilla de San Leonardo

En el interior del castillo se puede admirar la capilla de San Leonardo, abierta al culto de nuevo en 1933 tras haber sido dedicada años atrás a oficina de guardia y establo. En su interior se encuentran dos losas de carparo adosadas a las paredes, que representan a un santo obispo y un guerrero medieval armado. Se puede apreciar además el escudo de Felipe II de España. Particular es también la habitación que sirvió de sala de torturas, cuya bóveda presenta un agujero central a través del cual eran amplificados y propagados los gritos de los desafortunados, intimidando psicológicamente a los otros prisioneros.
Las obras de restauración del castillo comenzaron a principios del siglo XX. Las hechas hasta 2005 tenían como objetivo restaura el estado del interior a como era a fines del siglo XV, época aragonesa. El castillo alberga un pequeño museo naval, centrado en la tecnología armamentística medieval y moderna y en la arquitectura de las fortalezas. Esta compleja génesis de la fortaleza ha quedado patente gracias a las excavaciones arqueológicas llevadas a cabo por la Superintendencia Arqueológica de Apulia (Soprintendenza Archeologica di Puglia) y dirección de Miranda Carrieri, a las restauraciones del ingeniero Francesco Selicato y a la restauración completada en 2011 por el arquitecto Domenico Capitanio. Muy interesante y bien documentado el estudio del arquitecto Angelo Papio.

## Galeria

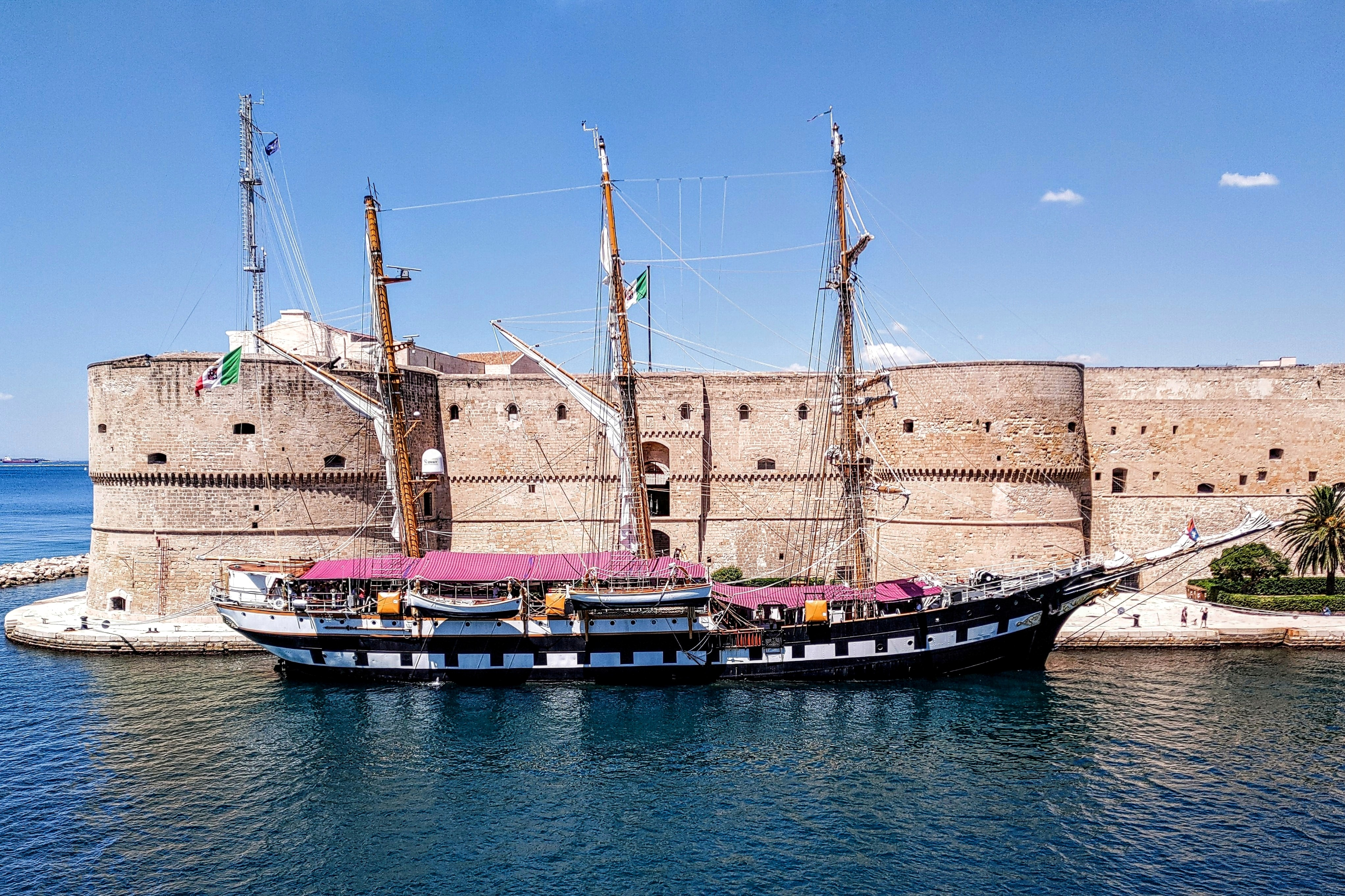
La goleta de tres mástiles Palinuro en el muelle de Marina Militare.
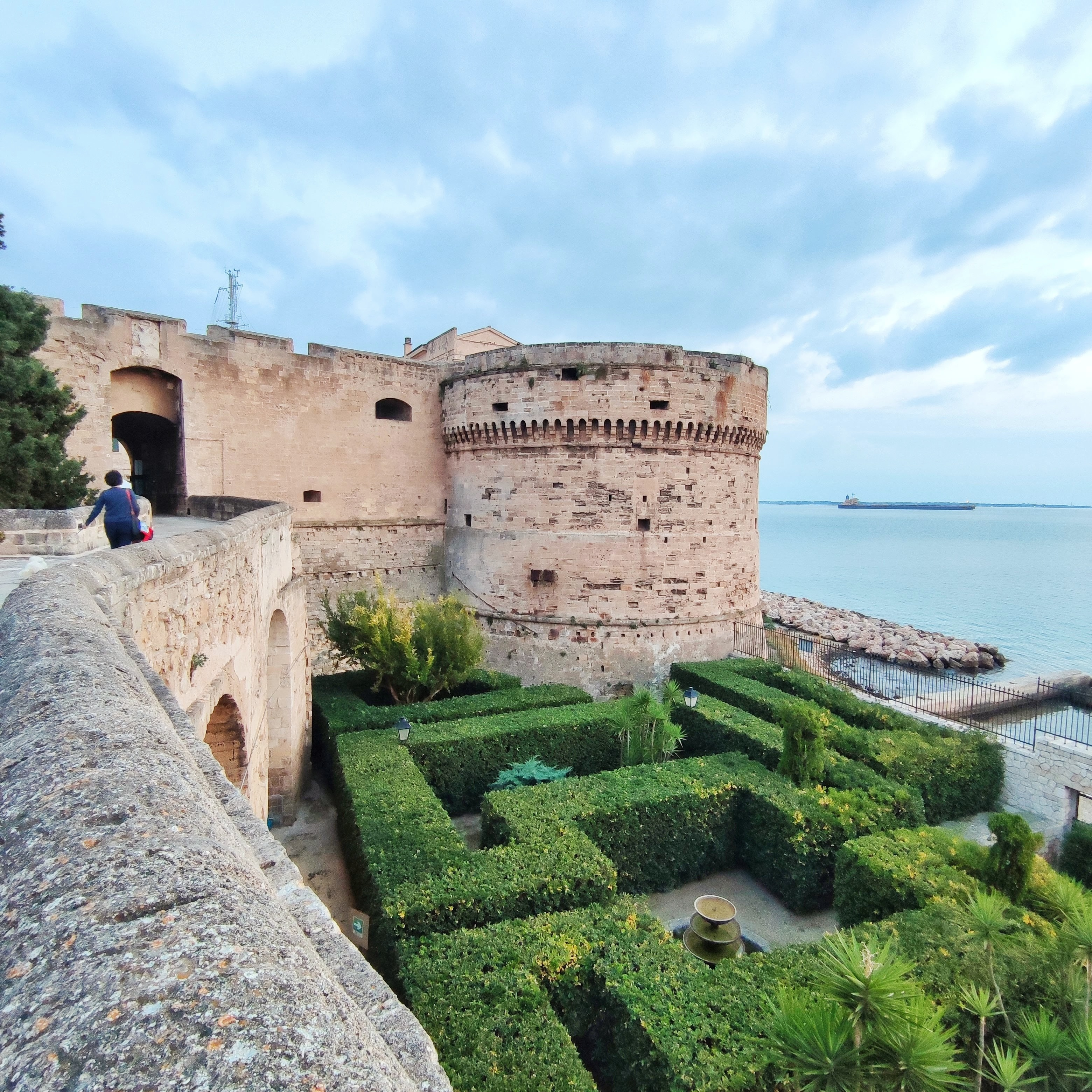
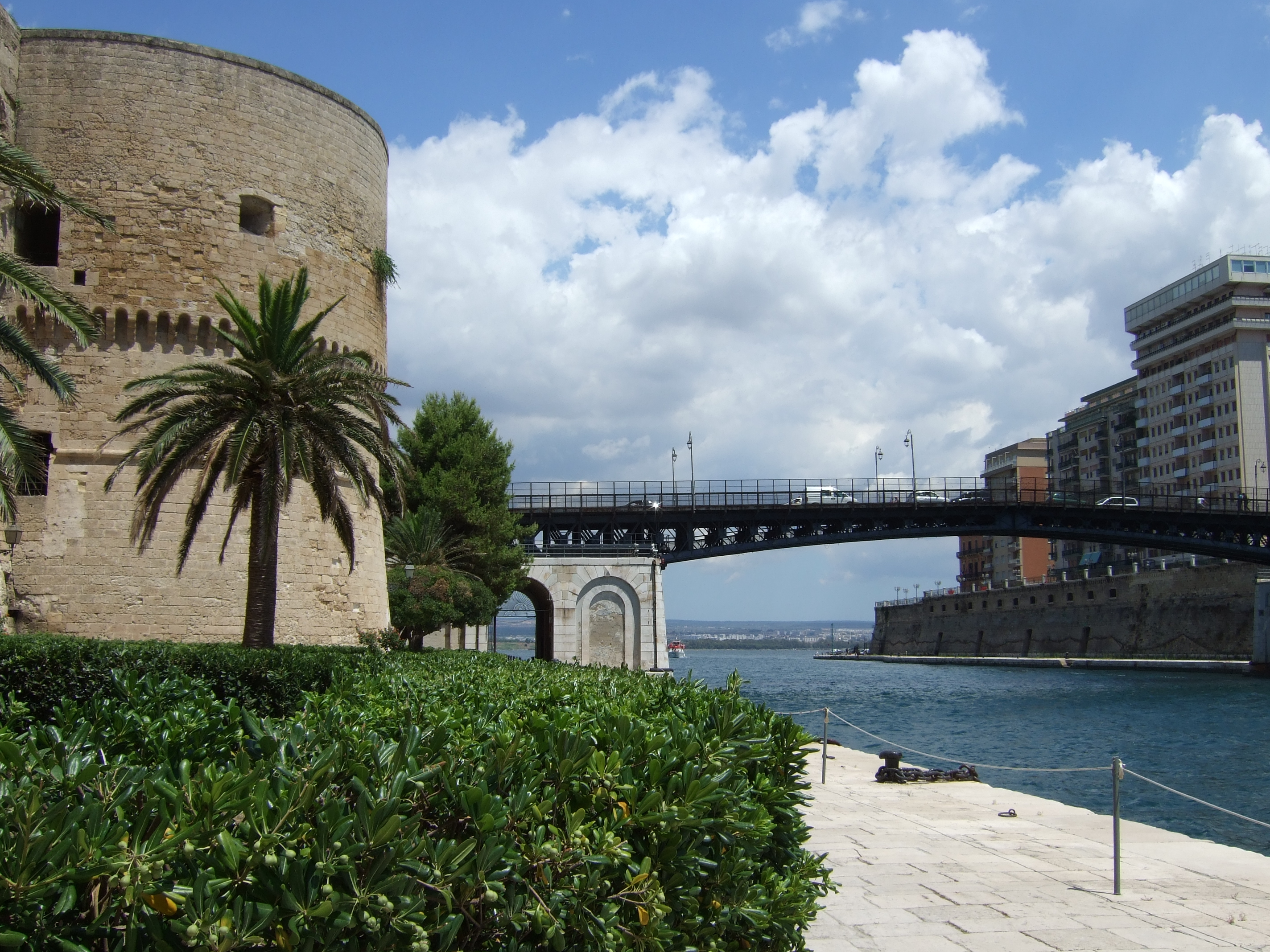
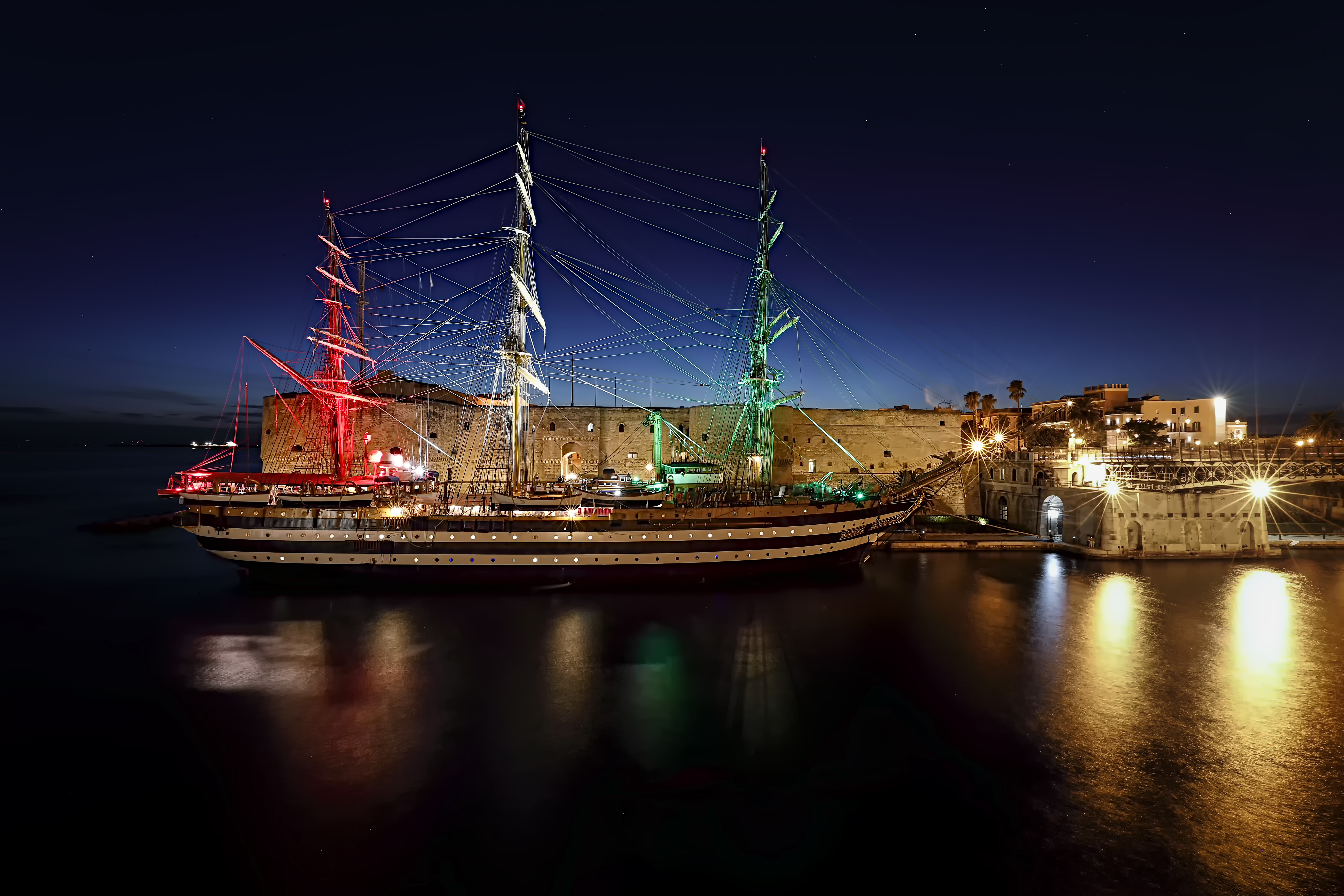
El castillo de noche y el 'Amerigo Vespucci.